# Пфальц-Фельденц
Пфальц-Фельденц (нем. Pfalz-Veldenz) — государство в составе Священной Римской империи, существовавшее с 1543 по 1733 г.

## История
В 1543 году Марбургский договор предусматривал, что дядя и опекун курфюрста Пфальца Вольфганга Рупрехт должен был получить собственные владения для себя и своих потомков из состава Пфальц-Цвейбрюккена. Рупрехт умер в следующем году, его сын Георг Иоганн взял на себя власть, когда достиг совершеннолетия. Помимо одноимённого амта Фельденц, в его владения входили амт Лаутерэккен, суд (нем. Gericht ) Йеттенбаха и канцелярия пробство Святого Ремигия близ Кузеля, где находится наследственное захоронение пфальцграфов Пфальца-Фельденца.
В 1553 г. в урегулировавшем наследственные вопросы всей династии Виттельсбахов Гейдельбергском наследственном договоре Вольфганг добился расширения Пфальца-Фельденца за счет включения графства Лютцельштейн, половины владения Гуттенберг и 2/3 Альзенца. В 1584 г. состоявшее из восьми деревень графство Бан де ля Рош с замком Штайншлосс (нем. Steinschloss) было приобретено у семьи Ратсамхаузен за 47 тыс. гульденов.
Пфальц-Фельденц принадлежал к Верхнерейнскому имперскому округу.
Линия Пфальц-Фельденц угасла в 1694 г., после долгих споров между наследниками её владения в 1733 г. были разделены по заключённому в Мангейме договору между другими ветвями пфальцского ответвления династии Виттельсбах. Курфюррст Карл III Филипп получил амты Фельденца и Лаутерекена, герцог Пфальц-Цвейбрюккена Кристиан III — половину графства Лютцельштейн и общину Гуттенберг, а герцог Пфальц-Зульцбаха Карл Теодор — оставшуюся половину графства Лютцельштейн, которую он вскоре после этого уступил Пфальц-Цвайбрюккену. После смерти Леопольда Людвига владение Штейн осталось за его тремя дочерьми. После смерти в 1723 г. последней из них — Доротеи, Франция конфисковала вотчину, первоначально принадлежавшую империи.
Бывшие владения сейчас находятся в Рейнланд-Пфальце и в французских департаментах Мозель и Нижний Рейн.

## Правители
- Рупрехт (1543 - 1544)
- Георг Иоганн I (1544 - 1592)
- Георг Густав (1592 - 1634)
- Леопольд Людвиг (1634 - 1694)